# Детейлінг
Автомобільний детейлінг (англ. Auto detailing), частіше просто детейлінг — це комплекс високотехнологічних операцій з ретельного і повного догляду за автомобілем, або іншим транспортним засобом.

## Історія
На перший погляд, автомобільний детейлінг — це доволі сучасне явище. І дійсно, здається, що ще десять років назад про це ніхто не чув. За деякими даними, в Україні детейлінг студії почали масово з’являтись лише після 2012 року.
Але якщо ми скажемо Вам, що самі принципи та суть детейлінгу з’явились задовго до винаходу першого автомобіля? Важко повірити?

## 18-19 сторіччя[2]
Йшли часи й у 1800 році сталась ще одна подія, без якої сучасний детейлінг не був би таким, яким ми його знаємо зараз. Хоча тоді перший автомобіль ще не був винайдений, люди широко користувались каретами, які теж потребували догляду. І в Німеччині у місті Бишофсхайм, було створено перший віск для захисту лакованих поверхонь карет від подряпин та бруду. Ця подія заклала орієнтири для майбутніх винаходів та засобів догляду.
І ось нарешті у 1886 році, 29 січня, був винайдений та запатентований перший автомобіль. Це зробив Карл Бенц. Заразом з цим виникла потреба в якісному догляді за новим видом транспорту, за металічними та текстильними його поверхнями. Тож доволі логічно, що потім, у 1888 та 1901 році, були засновані 2 компанії – Menzerna та Meguiar`s. Перша випускала засоби для полірування поверхонь ювелірних виробів, друга – матеріали для полірування меблів. Згодом вони трохи змінили напрямок діяльності, і почали випускати засоби для догляду за промисловими, автомобільними та іншими поверхнями. Сьогодні це одні із лідерів галузі. Так почав формуватися спільний ринок автомобілів та фірм, що надають засоби догляду за ними. А попит дав поштовх новим розробкам.
Наприклад, у 1910 році була заснована виробнича компанія Simons Manufacturing Company. Джордж Саймонс спільно з Елмером Річем із Great Northern Railway розробив очищувач та засіб на основі карнаубського воску для обробки вагонів. У 1912 році містер Річ та його брат набули повної власності. Вони змінили назву фірми на Simoniz, тож під цією назвою цю фірму автокосметики знають у світі зараз.
В 1930-х роках відбулась ще одна революція: швейцарський підприємець Ганс Анвандер отримав перші зразки воску Antikwachs, спочатку розробленого для полірування антикварних меблів. Ідея використати склад на автомобілях з’явилася випадково, але відкрила дорогу Гансу у світ автокосметики. Віск був безферментним (в ньому були відсутні каталізатори для взаємодії з поверхнею) і був виготовлений вручну в ретельно контрольованому середовищі. Віск показав чудові результати, бувши випробуваним на особистій колекції автомобілів.
Незабаром було відкрито сімейний бізнес із виробництва захисних восків, і протягом трьох поколінь Анвандерів їх продукти постійно доопрацьовувалися та вдосконалювалися, досягнувши найкращих стандартів у сфері догляду за автомобілями. Нині ці воски відомі нам під брендом Swissvax та використовується переважно у преміальному сегменті.
Виготовлення восків на основі карнауба Swissvax
Не маловажливим також є широкий прогрес у сфері лакофарбування. Так у 1921 році у штаті Міннесота компанією 3M було отримано патент на перший водостійкий абразив, який активно почали використовувати автовиробники при фарбуванні автомобілів. 
А вже у 1922 році до складу PPG (Patton Paint Company) увійшов виробник лакофарбової продукції Ditzler Color Company, що зробило компанію постачальником понад 500 відтінків лакофарбових покриттів на 40 автомобільних підприємств. 
У 1930-ті з’явилася технологія фарбування поверхонь із застосуванням акрилової смоли (що стала відомою як гаряче емалювання). Покриття, що отримується з її допомогою, відрізнялося гарною твердістю, щільністю та блиском.

## Розквіт детейлінгу
Золотим віком розквіту детейлінгу, найбільш схожого на сучасний, можна вважати 1950-і роки у Південній Каліфорнії. Виробництво автомобілів в той час набуло небувалих масштабів та й самі авто були розкішні — великі, різноманітного кольору та кожен автовласник хотів виділитися блискучим зовнішнім виглядом свого авто. Саме тоді управителем компанії Menzerna стає Вальтер Буркарт. Він розпочинає дослідження в галузі технологій промислового полірування. Їх результатом стало написане ним керівництво зі шліфування та полірування, яке досі вважається фундаментальною працею в цій галузі. 
З настанням 1960-х прийшла епоха рідких полірувальних емульсій, які й досі успішно застосовуються в автоіндустрії.  Menzerna швидко взяла на озброєння цей метод обробки поверхонь та довела його до найвищих стандартів якості. Розвиваючи цей напрямок, Menzerna стала одним із провідних виробників поліролей для промислових потреб.
Коли Фрідріх Менцер заснував компанію в Пфорцгаймі 1888 року, полірувальні засоби були одними з основних продуктів місцевої ювелірної промисловості. Тверді полірувальні склади виробляли переважно для годинникарів і малого бізнесу.

## Винахід полірувальної машинки
Одним з останніх фундаментальних винаходів, що сформували сучасний вигляд детейлінгу став 1953 рік.
Тоді почала діяльність компанія Cyclo U.S.A. Вона стала випускати єдину у своєму роді полірувальну машинку, що мала подвійні орбітальні насадки (головки). Машинка Cyclo була розроблена спеціально для аерокосмічної промисловості, і її використання для полірування літаків, реактивних снарядів та ракет було затверджено урядом США. У найкоротші терміни ця машина з тривалим терміном експлуатації зарекомендувала себе як світовий стандарт в авіаційній промисловості й зараз «перебуває на озброєнні» практично у всіх великих авіакомпаніях та виробниках повітряних суден.
У 1980-х роках було винайдено захисну плівку для фарби (PPF). PPF – це прозора міцна плівка, що наноситься на лакофарбове покриття автомобіля та захищає його від подряпин, потертостей та інших видів пошкоджень.
В доповнення захисних покриттів у 1990-ті роки було винайдено керамічні покриття. Керамічні покриття є типом прозорого покриття, яке наноситься на лакофарбове покриття автомобіля для забезпечення захисного шару і глянсового блиску. Керамічні покриття також призначені для того, щоб служити набагато довше, ніж традиційні воски та поліролі.
В Україні детейлінг студії почали масово з'являтись після 2017 р. як у обласних центрах, так і в містечках.  
Точних даних коли в Україні відкрилась перша детейлінг студія немає, але багато студій заявляє, що займаються детейлінгом понад вісім років (тобто починали у 2011 — 2012 рр. або ще раніше).

## Опис
Детейлінг включає в себе ряд процедур, таких як комплексна мийка автомобіля, знежирення кузова, очищення глиною, відновлювальне і захисне полірування кузова, полірування передньої оптики і задніх ліхтарів, полірування лобового скла ,чистка та полірування колісних дисків, хімчистка салону, полірування декоративних елементів салону,   багажного та моторного відсіку, а також нанесення на поверхню кузова прогресивних захисних покриттів (нанокераміка, віск, тощо). Широко використовуються захисні поліуретанові плівки , якими захищають  кузов і елементи салону.
Детейлінг — це процес очищення, який допомагає автомобілю виглядав добре, це систематичний підхід, який продовжує термін його служби за допомогою методів і продуктів, що знижують шкідливі впливи навколишнього середовища, такі як бруд, сонце, суворі зими і т. д. Відповідне технічне обслуговування або відновлення транспортних засобів, щоб вони виглядали зовні і зсередини,як ніби тільки прибули з автосалону, збільшують їхню вартість при перепродажі. Детейлінг вимагає знання правильних методів та використання правильних інструментів і продуктів.
Ціни на детейлінг визначаються індивідуально по кожному авто і  відрізняються від  звичайних  послуг які надають на автомийках.

## Види детейлінгу
- Чистка двигуна (максимально безпечне видалення мастильних матеріалів за допомогою спеціальних засобів, зокрема діелектричних і гідрофобних хімічних складів).
- Внутрішня чистка (чистка всіх поверхонь салону — шкіри, вінілу, пластика, тканини, хромованих деталей спеціальними речовинами), озонація салону.
- Зовнішня чистка (очищення ЛКП глиною або автоскрабом, полірування кузова, чистка дисків, обробка воском, усунення зовнішніх дефектів).

До зовнішнього детейлінгу також відносяться:    
- Полірування і відновлення прозорості фар (видалення жовтизни і помутніння);
- Ремонт вм'ятин без фарбування;
- Полірування кузова і обробка рідким склом або керамікою для захисту результату полірування (при мийках, впливі навколишнього середовища, незначних подряпина), додавання кольору і гідрофобного ефекту; Полірування кузова — це процес, що передбачає розполірування верхнього пошкодженого шару лакофарбового покриття автомобіля з метою відновлення його первісного вигляду та забезпечення захисту від подальших пошкоджень. [9]
- Нанесення захисного покриття на кузов автомобіля (керамічного/рідке скло або віск);
- Обробка скла автомобіля гідрофобними покриттями;
- Обклеювання авто захисними плівками (прозорі поліуретанові, кольорові вінілові, атермальні);
- Локальне фарбування.